# (6299) Reizoutoyoko
(6299) Reizoutoyoko (1988 XQ1) – planetoida z pasa głównego asteroid okrążająca Słońce w ciągu 4,85 lat w średniej odległości 2,87 j.a. Odkryta 5 grudnia 1988 roku.